# Косогорный переулок (Киев)
Косого́рный переу́лок (укр. Косогі́рний прову́лок) — переулок в Шевченковском районе города Киева, местность Кудрявец. Пролегает от Глубочицкой до Кудрявской улицы. В своей средней части пролегает в виде ступеней.

## История
Косогорный переулок известен со 2-й половины XIX века под двумя названиями — современным и улица Косогорный Яр (название — от топографического расположения Косогорного переулка). Современное название утвердилось с 1907 года.

## Важные учреждения
- Дошкольное учебное учреждение «Кудрявское» (дом № 10)
- Изолятор временного содержания ГУ МВД Украины в городе Киеве (дом № 7).